# Герб Люксембургу
Герб Люксембу́ргу — офіційний символ Великого герцогства Люксембурзького. У щиті, перетятому десятьма лазуровими і срібними балками, червоний здиблений лев із двома хвостами, золотим озброєнням і золотою короною. Щит тримають два золоті короновані обернені леви із червоним озброєнням, а увінчує — корона великого герцога Люксембурзького. Навколо щита стрічка зі знаком Ордену Дубового вінця. Намет — червона княжа мантія, підбита горностаєм, і увінчана короною великого герцога. Затверджений 1972 року. Походить від старого люксембурзького герба з двохвостим левом на балках, що зустрічається на печатках люксембурзького графа Генріха V від 1235 року. Подібний герб без балок використовував його батько, лімбурзький герцог Валеран IIІ.

## Герб великого герцога Люксембурзького

Історичний
Великий
Середній
Малий